# Seńków (rejon czortkowski)
Seńków (ukr. Сеньків) – wieś na Ukrainie w obwodzie tarnopolskim, w rejonie czortkowskim.
Przynależność administracyjna przed 1939 r.: gmina Uście Zielone, powiat buczacki, województwo tarnopolskie.
W czasie okupacji niemieckiej mieszkająca tutaj polska rodzina Płotkowskich ukrywała pięcioro Żydów z rodziny Lauferów, za co w 1993 roku Instytut Jad Waszem uhonorował tytułami Sprawiedliwych wśród Narodów Świata Franciszka i Marię Płotkowskich oraz ich syna Jana.
Do 2020 w rejonie monasterzyskim.